# Roberto Mina
Roberto Mina (Guayaquil, Ecuador, 7 de noviembre de 1984) es un exfutbolista ecuatoriano. Jugaba de delantero y su último equipo fue el Guayas Fútbol Club de la Segunda Categoría de Ecuador.

## Trayectoria
Mina si nició en las inferiores de la Liga Deportiva Universitaria de Loja, y con apenas 16 años viajó a Argentina para incorporarse a las divisiones inferiores de Huracán donde logró terminar su formación y llegar a Primera División debutando como profesional. En 2003 para por Emelec y en 2004 por El Nacional de Quito. Al año siguiente fue al estadounidense FC Dallas de la MLS, club en el que el 2006 hizo su mejor temporada de goleo jugando fuera de su país natal, al anotar siete goles en su primer año en la MLS. En el 2007 Mina se lesionó (rotura del ligamento cruzado de la rodilla) jugando por el FC Dallas. El 2008 vuelve a Argentina para jugar en Gimnasia y Esgrima de Jujuy y luego en CA Belgrano. El 2009 vuelve a Ecuador a Olmedo, y el 2010 va a Macará de Ambato. El 2011 es contratado pasa a Emelec, club que el 2012 lo presta al Manta FC.

## Selección nacional
Ha sido internacional con Selección de Ecuador, jugando en todos los niveles de seleccionados juveniles. En la selección mayor tuvo su primera convocatoria durante el año 2005.

### Categorías inferiores

#### Participaciones en Copas del Mundo
| Campeonato                  | Sede      | Resultado        | Partidos | Goles |
| --------------------------- | --------- | ---------------- | -------- | ----- |
| Copa Mundial Sub-20 de 2001 | Argentina | Octavos de final | 4        | 1     |

### Selección absoluta

#### Participaciones en eliminatorias
| Eliminatorias     | Sede            | Resultado   | Partidos | Goles |
| ----------------- | --------------- | ----------- | -------- | ----- |
| Eliminatoria 2006 | América del Sur | Clasificado | 2        | 0     |

## Clubes
| Club                        | País           | Año         |
| --------------------------- | -------------- | ----------- |
| Emelec                      | Ecuador        | 2003        |
| Huracán                     | Argentina      | 2003 - 2004 |
| El Nacional                 | Ecuador        | 2004 - 2005 |
| FC Dallas                   | Estados Unidos | 2005 - 2007 |
| Gimnasia y Esgrima de Jujuy | Argentina      | 2008        |
| Belgrano                    | Argentina      | 2008 - 2009 |
| Olmedo                      | Ecuador        | 2009 - 2010 |
| Macará                      | Ecuador        | 2010 - 2011 |
| Emelec                      | Ecuador        | 2011        |
| Manta F.C.                  | Ecuador        | 2012        |
| Emelec                      | Ecuador        | 2013        |
| Los Loros                   | Ecuador        | 2014        |
| Fuerza Amarilla             | Ecuador        | 2015        |
| Guayas Fútbol Club          | Ecuador        | 2016        |